# Schlacht bei Gingindlovu
Isandhlwana – Nyezane – Rorke’s Drift – Ntombe – Hlobane – Kambula – Gingindlovu – Ulundi
Die Schlacht bei Gingindlovu am 2. April 1879 war eine der bedeutendsten Schlachten des Zulukrieges. Der Sieg der britischen Truppen unter Lord Chelmsford gegen die zahlenmäßig überlegenen Zulu ebnete den Weg für den Marsch der britischen Truppen auf Ulundi, wo es in der Schlacht von Ulundi zum endgültigen Sieg der Briten über die Zulu kam.

## Vorgeschichte

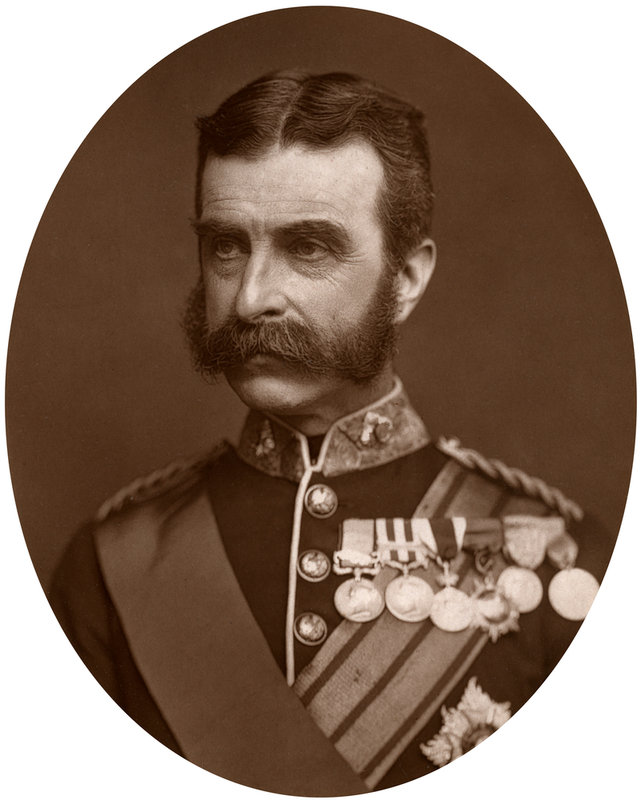
Lord Chelmsford, Befehlshaber der britischen Truppen bei Gingindlovu

Zu Beginn des Zulukriegs konnten die Zulu beträchtliche Erfolge erringen. Am 22. Januar 1879 schlug die Hauptstreitmacht der Zulu die III. Abteilung der britischen Streitkräfte in der Schlacht bei Isandhlwana, zudem konnte die I. Abteilung unter Oberst Charles Pearson in Eshowe eingeschlossen werden. Ende März ordnete Chelmsford eine Gegenoffensive an, die am 29. März begann und unter anderem die Befreiung des belagerten Eshowes zum Ziel hatte.

## Verlauf der Schlacht

### Vorbereitungen
Am 1. April erreichten Chelmsfords Truppen die Umgebung von Gingindlovu und errichteten ihr Lager auf einer Anhöhe. Als Konsequenz aus der Niederlage bei Isandhlwana, als ein britisches Lager dem Ansturm der Zulukrieger nicht Stand halten konnte, ließ Chelmsford das Lager mit Gräben befestigen. Kundschafter berichten Chelmsford am Abend des 1. April von circa 11.000 Zulukriegern, die am Fluss Nyazane lagerten. Mit einem Angriff der Zulu wurde für den Morgen des 2. April gerechnet. Um vier Uhr morgens bereiteten sich die britischen Truppen bereits auf den Angriff der Zulu vor, kurz darauf näherten sich diese der britischen Stellung.

### Kampf
Der erste Angriff erfolgte an der Nordseite des britischen Lagers. Der massive Ansturm der zahlenmäßig weit überlegenen Zulu konnte nur mit Mühe und vor allem dank der dort stationierten Gatling-Guns abgewehrt werden. Unter starkem Beschuss kam der Ansturm der Zulu ins Stocken und die Angreifer wurden in Richtung Westen abgedrängt, wo sie erneut von der Anhöhe aus unter Beschuss genommen wurden. Nachdem der Angriff endgültig zusammengebrochen war, befahl Chelmsford den Gegenangriff von der Anhöhe hinab. Dieser hatte Erfolg und gegen sieben Uhr morgens war die Zulu-Armee endgültig geschlagen. Die fliehenden Zulu wurden von berittenen britischen Truppen verfolgt und zahlreiche getötet. Insgesamt hatten die Zulu mehr als 1000 Gefallene zu beklagen, die Verluste der Briten beliefen sich auf nur dreizehn Soldaten.

## Folgen
Mit der Schlacht bei Gingindlovu wurde die Armee der Zulu zerstreut und die Briten konnten ihren Vormarsch fortsetzen. Am 3. April gelang es den Briten, die Belagerung von Eshowe zu beenden und die I. Abteilung zu befreien. Daraufhin wurde der Vormarsch auf die Hauptstadt Ulundi fortgesetzt, wo die Briten am 4. Juli einen finalen Sieg errangen.
Heute erinnern ein Denkmal aus Granit und ein kleiner Friedhof an die Schlacht.